# Out of the Dark
Out of the Dark – pierwszy album fińskiej grupy Reflexion, wydany 15 marca 2006 roku.

## Lista utworów
1. Army of Broken Hearts - 3:02
2. Crashing Down - 4:07
3. Undying Dreams - 3:55
4. Journey to Tragedy - 4:33
5. Feeble Soul - 3:45
6. Me & Myself - 4:00
7. Truth Unveiled (Million Times) - 2:56
8. Sleeping with Death - 4:16
9. Rainheart - 3:49
10. Storm - 4:21
11. Child in Dark - 3:55

## Twórcy
- Juha Kylmänen - śpiew
- Ilkka Jolma - gitara
- Raymond Pohjola - perkusja
- Juhani Heikka - gitara
- Mikko Uusimaa - gitara basowa

Gościnnie:
- Marco Sneck - instrumenty klawiszowe (w 1, 2 i 4 utworze)